# Karl Karlovitch Buchholz
Pour les articles homonymes, voir Buchholz.
Karl Karlovitch Buchholz (en russe : Карл Карлович Бухгольц), né le 28 mars 1765 et mort en 1828, est un major-général russe, au cours des Guerres napoléoniennes, il fut l'un des commandants de l'Armée impériale de Russie, il prit part à la bataille d'Austerlitz durant laquelle il fut blessé au pied par un éclat d'obus.